# Martin Tetz
Martin Tetz (* 22. Mai 1925 in Dölitz in Pommern; † 31. Januar 2017 in Mittenwald) war ein deutscher evangelischer Theologe und Kirchenhistoriker. 

## Leben
Nach Kriegsdienst und Kriegsgefangenschaft studierte Tetz in Bonn, Göttingen und Basel evangelische Theologie. 1955 wurde er in Bonn mit der Dissertation Studien zur Überlieferung des dogmatischen Schrifttums des Athanasius von Alexandrien zum Dr. theol. promoviert. Nach Assistenzzeit in Göttingen habilitierte er sich wiederum in Bonn mit Antilogie des Eutherius von Tyana. Von 1965 bis 1990 war er Professor für Kirchengeschichte an der Evangelisch-Theologischen Fakultät der Ruhr-Universität Bochum und leitete bis 1999 die Patristische Arbeitsstelle Bochum der Nordrhein-Westfälischen Akademie der Wissenschaften, wo er für die Herausgabe der Werke des Athanasius verantwortlich war.
Tetz war verheiratet und hatte drei Töchter.

## Publikationen (Auswahl)
- Der wissenschaftliche Nachlaß Franz Overbecks. Basel, Helbing & Lichtenhahn, 1962
- Athanasiana : Zu Leben und Lehre des Athanasius. De Gruyter, Berlin, 1995